# Výměna (šachy)
Výměna v šachu znamená střídavé braní figur stejné hodnoty. V zahájení může nastat například při francouzské obraně či španělské hře.

## Pravidla
- Výměna nastává především tehdy, snaží-li se dva hráči o remízu.
- V šachové koncovce dosahuje větší důležitosti než v zahájení či střední hře.
- Výměna bránících figur obvykle oslabuje bránící stranu.
- Výměna špatných figur zlepšuje pozici.
- Výměny umožňují snazší realizaci materiální výhody.

## Motiv
|   | a | b | c | d | e | f | g | h |   |
| 8 | b8 černý střelec · c8 černý věž · g8 černý král · f7 černý pěšec · g7 černý pěšec · c6 černý pěšec · h6 černý pěšec · d5 černý pěšec · e4 bílý pěšec · a3 bílý pěšec · b3 černý věž · f3 bílý pěšec · h3 bílý jezdec · b2 bílý pěšec · e2 bílý věž · g2 bílý pěšec · h2 černý jezdec · c1 bílý střelec · e1 bílý věž · h1 bílý král | b8 černý střelec · c8 černý věž · g8 černý král · f7 černý pěšec · g7 černý pěšec · c6 černý pěšec · h6 černý pěšec · d5 černý pěšec · e4 bílý pěšec · a3 bílý pěšec · b3 černý věž · f3 bílý pěšec · h3 bílý jezdec · b2 bílý pěšec · e2 bílý věž · g2 bílý pěšec · h2 černý jezdec · c1 bílý střelec · e1 bílý věž · h1 bílý král | b8 černý střelec · c8 černý věž · g8 černý král · f7 černý pěšec · g7 černý pěšec · c6 černý pěšec · h6 černý pěšec · d5 černý pěšec · e4 bílý pěšec · a3 bílý pěšec · b3 černý věž · f3 bílý pěšec · h3 bílý jezdec · b2 bílý pěšec · e2 bílý věž · g2 bílý pěšec · h2 černý jezdec · c1 bílý střelec · e1 bílý věž · h1 bílý král | b8 černý střelec · c8 černý věž · g8 černý král · f7 černý pěšec · g7 černý pěšec · c6 černý pěšec · h6 černý pěšec · d5 černý pěšec · e4 bílý pěšec · a3 bílý pěšec · b3 černý věž · f3 bílý pěšec · h3 bílý jezdec · b2 bílý pěšec · e2 bílý věž · g2 bílý pěšec · h2 černý jezdec · c1 bílý střelec · e1 bílý věž · h1 bílý král | b8 černý střelec · c8 černý věž · g8 černý král · f7 černý pěšec · g7 černý pěšec · c6 černý pěšec · h6 černý pěšec · d5 černý pěšec · e4 bílý pěšec · a3 bílý pěšec · b3 černý věž · f3 bílý pěšec · h3 bílý jezdec · b2 bílý pěšec · e2 bílý věž · g2 bílý pěšec · h2 černý jezdec · c1 bílý střelec · e1 bílý věž · h1 bílý král | b8 černý střelec · c8 černý věž · g8 černý král · f7 černý pěšec · g7 černý pěšec · c6 černý pěšec · h6 černý pěšec · d5 černý pěšec · e4 bílý pěšec · a3 bílý pěšec · b3 černý věž · f3 bílý pěšec · h3 bílý jezdec · b2 bílý pěšec · e2 bílý věž · g2 bílý pěšec · h2 černý jezdec · c1 bílý střelec · e1 bílý věž · h1 bílý král | b8 černý střelec · c8 černý věž · g8 černý král · f7 černý pěšec · g7 černý pěšec · c6 černý pěšec · h6 černý pěšec · d5 černý pěšec · e4 bílý pěšec · a3 bílý pěšec · b3 černý věž · f3 bílý pěšec · h3 bílý jezdec · b2 bílý pěšec · e2 bílý věž · g2 bílý pěšec · h2 černý jezdec · c1 bílý střelec · e1 bílý věž · h1 bílý král | b8 černý střelec · c8 černý věž · g8 černý král · f7 černý pěšec · g7 černý pěšec · c6 černý pěšec · h6 černý pěšec · d5 černý pěšec · e4 bílý pěšec · a3 bílý pěšec · b3 černý věž · f3 bílý pěšec · h3 bílý jezdec · b2 bílý pěšec · e2 bílý věž · g2 bílý pěšec · h2 černý jezdec · c1 bílý střelec · e1 bílý věž · h1 bílý král | 8 |
| 7 | b8 černý střelec · c8 černý věž · g8 černý král · f7 černý pěšec · g7 černý pěšec · c6 černý pěšec · h6 černý pěšec · d5 černý pěšec · e4 bílý pěšec · a3 bílý pěšec · b3 černý věž · f3 bílý pěšec · h3 bílý jezdec · b2 bílý pěšec · e2 bílý věž · g2 bílý pěšec · h2 černý jezdec · c1 bílý střelec · e1 bílý věž · h1 bílý král | b8 černý střelec · c8 černý věž · g8 černý král · f7 černý pěšec · g7 černý pěšec · c6 černý pěšec · h6 černý pěšec · d5 černý pěšec · e4 bílý pěšec · a3 bílý pěšec · b3 černý věž · f3 bílý pěšec · h3 bílý jezdec · b2 bílý pěšec · e2 bílý věž · g2 bílý pěšec · h2 černý jezdec · c1 bílý střelec · e1 bílý věž · h1 bílý král | b8 černý střelec · c8 černý věž · g8 černý král · f7 černý pěšec · g7 černý pěšec · c6 černý pěšec · h6 černý pěšec · d5 černý pěšec · e4 bílý pěšec · a3 bílý pěšec · b3 černý věž · f3 bílý pěšec · h3 bílý jezdec · b2 bílý pěšec · e2 bílý věž · g2 bílý pěšec · h2 černý jezdec · c1 bílý střelec · e1 bílý věž · h1 bílý král | b8 černý střelec · c8 černý věž · g8 černý král · f7 černý pěšec · g7 černý pěšec · c6 černý pěšec · h6 černý pěšec · d5 černý pěšec · e4 bílý pěšec · a3 bílý pěšec · b3 černý věž · f3 bílý pěšec · h3 bílý jezdec · b2 bílý pěšec · e2 bílý věž · g2 bílý pěšec · h2 černý jezdec · c1 bílý střelec · e1 bílý věž · h1 bílý král | b8 černý střelec · c8 černý věž · g8 černý král · f7 černý pěšec · g7 černý pěšec · c6 černý pěšec · h6 černý pěšec · d5 černý pěšec · e4 bílý pěšec · a3 bílý pěšec · b3 černý věž · f3 bílý pěšec · h3 bílý jezdec · b2 bílý pěšec · e2 bílý věž · g2 bílý pěšec · h2 černý jezdec · c1 bílý střelec · e1 bílý věž · h1 bílý král | b8 černý střelec · c8 černý věž · g8 černý král · f7 černý pěšec · g7 černý pěšec · c6 černý pěšec · h6 černý pěšec · d5 černý pěšec · e4 bílý pěšec · a3 bílý pěšec · b3 černý věž · f3 bílý pěšec · h3 bílý jezdec · b2 bílý pěšec · e2 bílý věž · g2 bílý pěšec · h2 černý jezdec · c1 bílý střelec · e1 bílý věž · h1 bílý král | b8 černý střelec · c8 černý věž · g8 černý král · f7 černý pěšec · g7 černý pěšec · c6 černý pěšec · h6 černý pěšec · d5 černý pěšec · e4 bílý pěšec · a3 bílý pěšec · b3 černý věž · f3 bílý pěšec · h3 bílý jezdec · b2 bílý pěšec · e2 bílý věž · g2 bílý pěšec · h2 černý jezdec · c1 bílý střelec · e1 bílý věž · h1 bílý král | b8 černý střelec · c8 černý věž · g8 černý král · f7 černý pěšec · g7 černý pěšec · c6 černý pěšec · h6 černý pěšec · d5 černý pěšec · e4 bílý pěšec · a3 bílý pěšec · b3 černý věž · f3 bílý pěšec · h3 bílý jezdec · b2 bílý pěšec · e2 bílý věž · g2 bílý pěšec · h2 černý jezdec · c1 bílý střelec · e1 bílý věž · h1 bílý král | 7 |
| 6 | b8 černý střelec · c8 černý věž · g8 černý král · f7 černý pěšec · g7 černý pěšec · c6 černý pěšec · h6 černý pěšec · d5 černý pěšec · e4 bílý pěšec · a3 bílý pěšec · b3 černý věž · f3 bílý pěšec · h3 bílý jezdec · b2 bílý pěšec · e2 bílý věž · g2 bílý pěšec · h2 černý jezdec · c1 bílý střelec · e1 bílý věž · h1 bílý král | b8 černý střelec · c8 černý věž · g8 černý král · f7 černý pěšec · g7 černý pěšec · c6 černý pěšec · h6 černý pěšec · d5 černý pěšec · e4 bílý pěšec · a3 bílý pěšec · b3 černý věž · f3 bílý pěšec · h3 bílý jezdec · b2 bílý pěšec · e2 bílý věž · g2 bílý pěšec · h2 černý jezdec · c1 bílý střelec · e1 bílý věž · h1 bílý král | b8 černý střelec · c8 černý věž · g8 černý král · f7 černý pěšec · g7 černý pěšec · c6 černý pěšec · h6 černý pěšec · d5 černý pěšec · e4 bílý pěšec · a3 bílý pěšec · b3 černý věž · f3 bílý pěšec · h3 bílý jezdec · b2 bílý pěšec · e2 bílý věž · g2 bílý pěšec · h2 černý jezdec · c1 bílý střelec · e1 bílý věž · h1 bílý král | b8 černý střelec · c8 černý věž · g8 černý král · f7 černý pěšec · g7 černý pěšec · c6 černý pěšec · h6 černý pěšec · d5 černý pěšec · e4 bílý pěšec · a3 bílý pěšec · b3 černý věž · f3 bílý pěšec · h3 bílý jezdec · b2 bílý pěšec · e2 bílý věž · g2 bílý pěšec · h2 černý jezdec · c1 bílý střelec · e1 bílý věž · h1 bílý král | b8 černý střelec · c8 černý věž · g8 černý král · f7 černý pěšec · g7 černý pěšec · c6 černý pěšec · h6 černý pěšec · d5 černý pěšec · e4 bílý pěšec · a3 bílý pěšec · b3 černý věž · f3 bílý pěšec · h3 bílý jezdec · b2 bílý pěšec · e2 bílý věž · g2 bílý pěšec · h2 černý jezdec · c1 bílý střelec · e1 bílý věž · h1 bílý král | b8 černý střelec · c8 černý věž · g8 černý král · f7 černý pěšec · g7 černý pěšec · c6 černý pěšec · h6 černý pěšec · d5 černý pěšec · e4 bílý pěšec · a3 bílý pěšec · b3 černý věž · f3 bílý pěšec · h3 bílý jezdec · b2 bílý pěšec · e2 bílý věž · g2 bílý pěšec · h2 černý jezdec · c1 bílý střelec · e1 bílý věž · h1 bílý král | b8 černý střelec · c8 černý věž · g8 černý král · f7 černý pěšec · g7 černý pěšec · c6 černý pěšec · h6 černý pěšec · d5 černý pěšec · e4 bílý pěšec · a3 bílý pěšec · b3 černý věž · f3 bílý pěšec · h3 bílý jezdec · b2 bílý pěšec · e2 bílý věž · g2 bílý pěšec · h2 černý jezdec · c1 bílý střelec · e1 bílý věž · h1 bílý král | b8 černý střelec · c8 černý věž · g8 černý král · f7 černý pěšec · g7 černý pěšec · c6 černý pěšec · h6 černý pěšec · d5 černý pěšec · e4 bílý pěšec · a3 bílý pěšec · b3 černý věž · f3 bílý pěšec · h3 bílý jezdec · b2 bílý pěšec · e2 bílý věž · g2 bílý pěšec · h2 černý jezdec · c1 bílý střelec · e1 bílý věž · h1 bílý král | 6 |
| 5 | b8 černý střelec · c8 černý věž · g8 černý král · f7 černý pěšec · g7 černý pěšec · c6 černý pěšec · h6 černý pěšec · d5 černý pěšec · e4 bílý pěšec · a3 bílý pěšec · b3 černý věž · f3 bílý pěšec · h3 bílý jezdec · b2 bílý pěšec · e2 bílý věž · g2 bílý pěšec · h2 černý jezdec · c1 bílý střelec · e1 bílý věž · h1 bílý král | b8 černý střelec · c8 černý věž · g8 černý král · f7 černý pěšec · g7 černý pěšec · c6 černý pěšec · h6 černý pěšec · d5 černý pěšec · e4 bílý pěšec · a3 bílý pěšec · b3 černý věž · f3 bílý pěšec · h3 bílý jezdec · b2 bílý pěšec · e2 bílý věž · g2 bílý pěšec · h2 černý jezdec · c1 bílý střelec · e1 bílý věž · h1 bílý král | b8 černý střelec · c8 černý věž · g8 černý král · f7 černý pěšec · g7 černý pěšec · c6 černý pěšec · h6 černý pěšec · d5 černý pěšec · e4 bílý pěšec · a3 bílý pěšec · b3 černý věž · f3 bílý pěšec · h3 bílý jezdec · b2 bílý pěšec · e2 bílý věž · g2 bílý pěšec · h2 černý jezdec · c1 bílý střelec · e1 bílý věž · h1 bílý král | b8 černý střelec · c8 černý věž · g8 černý král · f7 černý pěšec · g7 černý pěšec · c6 černý pěšec · h6 černý pěšec · d5 černý pěšec · e4 bílý pěšec · a3 bílý pěšec · b3 černý věž · f3 bílý pěšec · h3 bílý jezdec · b2 bílý pěšec · e2 bílý věž · g2 bílý pěšec · h2 černý jezdec · c1 bílý střelec · e1 bílý věž · h1 bílý král | b8 černý střelec · c8 černý věž · g8 černý král · f7 černý pěšec · g7 černý pěšec · c6 černý pěšec · h6 černý pěšec · d5 černý pěšec · e4 bílý pěšec · a3 bílý pěšec · b3 černý věž · f3 bílý pěšec · h3 bílý jezdec · b2 bílý pěšec · e2 bílý věž · g2 bílý pěšec · h2 černý jezdec · c1 bílý střelec · e1 bílý věž · h1 bílý král | b8 černý střelec · c8 černý věž · g8 černý král · f7 černý pěšec · g7 černý pěšec · c6 černý pěšec · h6 černý pěšec · d5 černý pěšec · e4 bílý pěšec · a3 bílý pěšec · b3 černý věž · f3 bílý pěšec · h3 bílý jezdec · b2 bílý pěšec · e2 bílý věž · g2 bílý pěšec · h2 černý jezdec · c1 bílý střelec · e1 bílý věž · h1 bílý král | b8 černý střelec · c8 černý věž · g8 černý král · f7 černý pěšec · g7 černý pěšec · c6 černý pěšec · h6 černý pěšec · d5 černý pěšec · e4 bílý pěšec · a3 bílý pěšec · b3 černý věž · f3 bílý pěšec · h3 bílý jezdec · b2 bílý pěšec · e2 bílý věž · g2 bílý pěšec · h2 černý jezdec · c1 bílý střelec · e1 bílý věž · h1 bílý král | b8 černý střelec · c8 černý věž · g8 černý král · f7 černý pěšec · g7 černý pěšec · c6 černý pěšec · h6 černý pěšec · d5 černý pěšec · e4 bílý pěšec · a3 bílý pěšec · b3 černý věž · f3 bílý pěšec · h3 bílý jezdec · b2 bílý pěšec · e2 bílý věž · g2 bílý pěšec · h2 černý jezdec · c1 bílý střelec · e1 bílý věž · h1 bílý král | 5 |
| 4 | b8 černý střelec · c8 černý věž · g8 černý král · f7 černý pěšec · g7 černý pěšec · c6 černý pěšec · h6 černý pěšec · d5 černý pěšec · e4 bílý pěšec · a3 bílý pěšec · b3 černý věž · f3 bílý pěšec · h3 bílý jezdec · b2 bílý pěšec · e2 bílý věž · g2 bílý pěšec · h2 černý jezdec · c1 bílý střelec · e1 bílý věž · h1 bílý král | b8 černý střelec · c8 černý věž · g8 černý král · f7 černý pěšec · g7 černý pěšec · c6 černý pěšec · h6 černý pěšec · d5 černý pěšec · e4 bílý pěšec · a3 bílý pěšec · b3 černý věž · f3 bílý pěšec · h3 bílý jezdec · b2 bílý pěšec · e2 bílý věž · g2 bílý pěšec · h2 černý jezdec · c1 bílý střelec · e1 bílý věž · h1 bílý král | b8 černý střelec · c8 černý věž · g8 černý král · f7 černý pěšec · g7 černý pěšec · c6 černý pěšec · h6 černý pěšec · d5 černý pěšec · e4 bílý pěšec · a3 bílý pěšec · b3 černý věž · f3 bílý pěšec · h3 bílý jezdec · b2 bílý pěšec · e2 bílý věž · g2 bílý pěšec · h2 černý jezdec · c1 bílý střelec · e1 bílý věž · h1 bílý král | b8 černý střelec · c8 černý věž · g8 černý král · f7 černý pěšec · g7 černý pěšec · c6 černý pěšec · h6 černý pěšec · d5 černý pěšec · e4 bílý pěšec · a3 bílý pěšec · b3 černý věž · f3 bílý pěšec · h3 bílý jezdec · b2 bílý pěšec · e2 bílý věž · g2 bílý pěšec · h2 černý jezdec · c1 bílý střelec · e1 bílý věž · h1 bílý král | b8 černý střelec · c8 černý věž · g8 černý král · f7 černý pěšec · g7 černý pěšec · c6 černý pěšec · h6 černý pěšec · d5 černý pěšec · e4 bílý pěšec · a3 bílý pěšec · b3 černý věž · f3 bílý pěšec · h3 bílý jezdec · b2 bílý pěšec · e2 bílý věž · g2 bílý pěšec · h2 černý jezdec · c1 bílý střelec · e1 bílý věž · h1 bílý král | b8 černý střelec · c8 černý věž · g8 černý král · f7 černý pěšec · g7 černý pěšec · c6 černý pěšec · h6 černý pěšec · d5 černý pěšec · e4 bílý pěšec · a3 bílý pěšec · b3 černý věž · f3 bílý pěšec · h3 bílý jezdec · b2 bílý pěšec · e2 bílý věž · g2 bílý pěšec · h2 černý jezdec · c1 bílý střelec · e1 bílý věž · h1 bílý král | b8 černý střelec · c8 černý věž · g8 černý král · f7 černý pěšec · g7 černý pěšec · c6 černý pěšec · h6 černý pěšec · d5 černý pěšec · e4 bílý pěšec · a3 bílý pěšec · b3 černý věž · f3 bílý pěšec · h3 bílý jezdec · b2 bílý pěšec · e2 bílý věž · g2 bílý pěšec · h2 černý jezdec · c1 bílý střelec · e1 bílý věž · h1 bílý král | b8 černý střelec · c8 černý věž · g8 černý král · f7 černý pěšec · g7 černý pěšec · c6 černý pěšec · h6 černý pěšec · d5 černý pěšec · e4 bílý pěšec · a3 bílý pěšec · b3 černý věž · f3 bílý pěšec · h3 bílý jezdec · b2 bílý pěšec · e2 bílý věž · g2 bílý pěšec · h2 černý jezdec · c1 bílý střelec · e1 bílý věž · h1 bílý král | 4 |
| 3 | b8 černý střelec · c8 černý věž · g8 černý král · f7 černý pěšec · g7 černý pěšec · c6 černý pěšec · h6 černý pěšec · d5 černý pěšec · e4 bílý pěšec · a3 bílý pěšec · b3 černý věž · f3 bílý pěšec · h3 bílý jezdec · b2 bílý pěšec · e2 bílý věž · g2 bílý pěšec · h2 černý jezdec · c1 bílý střelec · e1 bílý věž · h1 bílý král | b8 černý střelec · c8 černý věž · g8 černý král · f7 černý pěšec · g7 černý pěšec · c6 černý pěšec · h6 černý pěšec · d5 černý pěšec · e4 bílý pěšec · a3 bílý pěšec · b3 černý věž · f3 bílý pěšec · h3 bílý jezdec · b2 bílý pěšec · e2 bílý věž · g2 bílý pěšec · h2 černý jezdec · c1 bílý střelec · e1 bílý věž · h1 bílý král | b8 černý střelec · c8 černý věž · g8 černý král · f7 černý pěšec · g7 černý pěšec · c6 černý pěšec · h6 černý pěšec · d5 černý pěšec · e4 bílý pěšec · a3 bílý pěšec · b3 černý věž · f3 bílý pěšec · h3 bílý jezdec · b2 bílý pěšec · e2 bílý věž · g2 bílý pěšec · h2 černý jezdec · c1 bílý střelec · e1 bílý věž · h1 bílý král | b8 černý střelec · c8 černý věž · g8 černý král · f7 černý pěšec · g7 černý pěšec · c6 černý pěšec · h6 černý pěšec · d5 černý pěšec · e4 bílý pěšec · a3 bílý pěšec · b3 černý věž · f3 bílý pěšec · h3 bílý jezdec · b2 bílý pěšec · e2 bílý věž · g2 bílý pěšec · h2 černý jezdec · c1 bílý střelec · e1 bílý věž · h1 bílý král | b8 černý střelec · c8 černý věž · g8 černý král · f7 černý pěšec · g7 černý pěšec · c6 černý pěšec · h6 černý pěšec · d5 černý pěšec · e4 bílý pěšec · a3 bílý pěšec · b3 černý věž · f3 bílý pěšec · h3 bílý jezdec · b2 bílý pěšec · e2 bílý věž · g2 bílý pěšec · h2 černý jezdec · c1 bílý střelec · e1 bílý věž · h1 bílý král | b8 černý střelec · c8 černý věž · g8 černý král · f7 černý pěšec · g7 černý pěšec · c6 černý pěšec · h6 černý pěšec · d5 černý pěšec · e4 bílý pěšec · a3 bílý pěšec · b3 černý věž · f3 bílý pěšec · h3 bílý jezdec · b2 bílý pěšec · e2 bílý věž · g2 bílý pěšec · h2 černý jezdec · c1 bílý střelec · e1 bílý věž · h1 bílý král | b8 černý střelec · c8 černý věž · g8 černý král · f7 černý pěšec · g7 černý pěšec · c6 černý pěšec · h6 černý pěšec · d5 černý pěšec · e4 bílý pěšec · a3 bílý pěšec · b3 černý věž · f3 bílý pěšec · h3 bílý jezdec · b2 bílý pěšec · e2 bílý věž · g2 bílý pěšec · h2 černý jezdec · c1 bílý střelec · e1 bílý věž · h1 bílý král | b8 černý střelec · c8 černý věž · g8 černý král · f7 černý pěšec · g7 černý pěšec · c6 černý pěšec · h6 černý pěšec · d5 černý pěšec · e4 bílý pěšec · a3 bílý pěšec · b3 černý věž · f3 bílý pěšec · h3 bílý jezdec · b2 bílý pěšec · e2 bílý věž · g2 bílý pěšec · h2 černý jezdec · c1 bílý střelec · e1 bílý věž · h1 bílý král | 3 |
| 2 | b8 černý střelec · c8 černý věž · g8 černý král · f7 černý pěšec · g7 černý pěšec · c6 černý pěšec · h6 černý pěšec · d5 černý pěšec · e4 bílý pěšec · a3 bílý pěšec · b3 černý věž · f3 bílý pěšec · h3 bílý jezdec · b2 bílý pěšec · e2 bílý věž · g2 bílý pěšec · h2 černý jezdec · c1 bílý střelec · e1 bílý věž · h1 bílý král | b8 černý střelec · c8 černý věž · g8 černý král · f7 černý pěšec · g7 černý pěšec · c6 černý pěšec · h6 černý pěšec · d5 černý pěšec · e4 bílý pěšec · a3 bílý pěšec · b3 černý věž · f3 bílý pěšec · h3 bílý jezdec · b2 bílý pěšec · e2 bílý věž · g2 bílý pěšec · h2 černý jezdec · c1 bílý střelec · e1 bílý věž · h1 bílý král | b8 černý střelec · c8 černý věž · g8 černý král · f7 černý pěšec · g7 černý pěšec · c6 černý pěšec · h6 černý pěšec · d5 černý pěšec · e4 bílý pěšec · a3 bílý pěšec · b3 černý věž · f3 bílý pěšec · h3 bílý jezdec · b2 bílý pěšec · e2 bílý věž · g2 bílý pěšec · h2 černý jezdec · c1 bílý střelec · e1 bílý věž · h1 bílý král | b8 černý střelec · c8 černý věž · g8 černý král · f7 černý pěšec · g7 černý pěšec · c6 černý pěšec · h6 černý pěšec · d5 černý pěšec · e4 bílý pěšec · a3 bílý pěšec · b3 černý věž · f3 bílý pěšec · h3 bílý jezdec · b2 bílý pěšec · e2 bílý věž · g2 bílý pěšec · h2 černý jezdec · c1 bílý střelec · e1 bílý věž · h1 bílý král | b8 černý střelec · c8 černý věž · g8 černý král · f7 černý pěšec · g7 černý pěšec · c6 černý pěšec · h6 černý pěšec · d5 černý pěšec · e4 bílý pěšec · a3 bílý pěšec · b3 černý věž · f3 bílý pěšec · h3 bílý jezdec · b2 bílý pěšec · e2 bílý věž · g2 bílý pěšec · h2 černý jezdec · c1 bílý střelec · e1 bílý věž · h1 bílý král | b8 černý střelec · c8 černý věž · g8 černý král · f7 černý pěšec · g7 černý pěšec · c6 černý pěšec · h6 černý pěšec · d5 černý pěšec · e4 bílý pěšec · a3 bílý pěšec · b3 černý věž · f3 bílý pěšec · h3 bílý jezdec · b2 bílý pěšec · e2 bílý věž · g2 bílý pěšec · h2 černý jezdec · c1 bílý střelec · e1 bílý věž · h1 bílý král | b8 černý střelec · c8 černý věž · g8 černý král · f7 černý pěšec · g7 černý pěšec · c6 černý pěšec · h6 černý pěšec · d5 černý pěšec · e4 bílý pěšec · a3 bílý pěšec · b3 černý věž · f3 bílý pěšec · h3 bílý jezdec · b2 bílý pěšec · e2 bílý věž · g2 bílý pěšec · h2 černý jezdec · c1 bílý střelec · e1 bílý věž · h1 bílý král | b8 černý střelec · c8 černý věž · g8 černý král · f7 černý pěšec · g7 černý pěšec · c6 černý pěšec · h6 černý pěšec · d5 černý pěšec · e4 bílý pěšec · a3 bílý pěšec · b3 černý věž · f3 bílý pěšec · h3 bílý jezdec · b2 bílý pěšec · e2 bílý věž · g2 bílý pěšec · h2 černý jezdec · c1 bílý střelec · e1 bílý věž · h1 bílý král | 2 |
| 1 | b8 černý střelec · c8 černý věž · g8 černý král · f7 černý pěšec · g7 černý pěšec · c6 černý pěšec · h6 černý pěšec · d5 černý pěšec · e4 bílý pěšec · a3 bílý pěšec · b3 černý věž · f3 bílý pěšec · h3 bílý jezdec · b2 bílý pěšec · e2 bílý věž · g2 bílý pěšec · h2 černý jezdec · c1 bílý střelec · e1 bílý věž · h1 bílý král | b8 černý střelec · c8 černý věž · g8 černý král · f7 černý pěšec · g7 černý pěšec · c6 černý pěšec · h6 černý pěšec · d5 černý pěšec · e4 bílý pěšec · a3 bílý pěšec · b3 černý věž · f3 bílý pěšec · h3 bílý jezdec · b2 bílý pěšec · e2 bílý věž · g2 bílý pěšec · h2 černý jezdec · c1 bílý střelec · e1 bílý věž · h1 bílý král | b8 černý střelec · c8 černý věž · g8 černý král · f7 černý pěšec · g7 černý pěšec · c6 černý pěšec · h6 černý pěšec · d5 černý pěšec · e4 bílý pěšec · a3 bílý pěšec · b3 černý věž · f3 bílý pěšec · h3 bílý jezdec · b2 bílý pěšec · e2 bílý věž · g2 bílý pěšec · h2 černý jezdec · c1 bílý střelec · e1 bílý věž · h1 bílý král | b8 černý střelec · c8 černý věž · g8 černý král · f7 černý pěšec · g7 černý pěšec · c6 černý pěšec · h6 černý pěšec · d5 černý pěšec · e4 bílý pěšec · a3 bílý pěšec · b3 černý věž · f3 bílý pěšec · h3 bílý jezdec · b2 bílý pěšec · e2 bílý věž · g2 bílý pěšec · h2 černý jezdec · c1 bílý střelec · e1 bílý věž · h1 bílý král | b8 černý střelec · c8 černý věž · g8 černý král · f7 černý pěšec · g7 černý pěšec · c6 černý pěšec · h6 černý pěšec · d5 černý pěšec · e4 bílý pěšec · a3 bílý pěšec · b3 černý věž · f3 bílý pěšec · h3 bílý jezdec · b2 bílý pěšec · e2 bílý věž · g2 bílý pěšec · h2 černý jezdec · c1 bílý střelec · e1 bílý věž · h1 bílý král | b8 černý střelec · c8 černý věž · g8 černý král · f7 černý pěšec · g7 černý pěšec · c6 černý pěšec · h6 černý pěšec · d5 černý pěšec · e4 bílý pěšec · a3 bílý pěšec · b3 černý věž · f3 bílý pěšec · h3 bílý jezdec · b2 bílý pěšec · e2 bílý věž · g2 bílý pěšec · h2 černý jezdec · c1 bílý střelec · e1 bílý věž · h1 bílý král | b8 černý střelec · c8 černý věž · g8 černý král · f7 černý pěšec · g7 černý pěšec · c6 černý pěšec · h6 černý pěšec · d5 černý pěšec · e4 bílý pěšec · a3 bílý pěšec · b3 černý věž · f3 bílý pěšec · h3 bílý jezdec · b2 bílý pěšec · e2 bílý věž · g2 bílý pěšec · h2 černý jezdec · c1 bílý střelec · e1 bílý věž · h1 bílý král | b8 černý střelec · c8 černý věž · g8 černý král · f7 černý pěšec · g7 černý pěšec · c6 černý pěšec · h6 černý pěšec · d5 černý pěšec · e4 bílý pěšec · a3 bílý pěšec · b3 černý věž · f3 bílý pěšec · h3 bílý jezdec · b2 bílý pěšec · e2 bílý věž · g2 bílý pěšec · h2 černý jezdec · c1 bílý střelec · e1 bílý věž · h1 bílý král | 1 |
|   | a | b | c | d | e | f | g | h |   |

K výměně obvykle vedou různé poziční motivy. Dánský šachista Aaron Nimcovič ve své knize zmínil tři takové motivy: Rychlé obsazení linie, odstranění bránící figury a neztrácení času ustoupením. První dva motivy jsou znázorněny na diagramu. Černý jezdec je upoután na pole h2, totéž střelec na b8, jenž jej brání. Partie se dále odvíjela:
1. 1. exd5 cxd5
2. 2. Ve8+ Vxe8
3. 3. Vxe8+ Kh7
4. 4. Vxb8 Vxb8
5. 5. Kxh2 +-

a bílý má materiální výhodu s vyhranou pozicí.